# Seeländisch
Seeländisch (niederländisch Zeeuws) ist eine Sammelbezeichnung für eine Gruppe niederfränkischer Dialekte, die in der niederländischen Provinz Zeeland und auf der nördlich von Seeland gelegenen ehemaligen Insel Goeree-Overflakkee gesprochen werden. Sie werden im Allgemeinen als ein Dialekt des Niederländischen betrachtet; jedoch machen die Unterschiede in der Aussprache und hier und da auch im Wortschatz und in der Grammatik es für einen Sprecher der niederländischen Standardsprache oder eines holländischen Dialekts besonders schwierig, das Seeländische zu verstehen. SIL bezeichnet es als separate Sprache (Sprachkode zea; übernommen durch ISO in der ISO 639-3 Liste).
Die seeländischen Dialekte bilden einen Übergang vom Holländischen zum Westflämischen. Wenn man von Norden nach Süden reist, bemerkt man eine allmähliche Zunahme südwestlicher Sprachmerkmale.
In Zeeuws-Vlaanderen spricht man Dialekte, die dem West- und Ostflämischen zugerechnet werden. Jedoch werden die westflämischen Varianten, die man dort spricht, manchmal auch Zeeuws genannt. Die seeländischen Dialekte werden noch von etwa 200.000 Menschen aktiv benutzt; die Varianten Zeeuws-Vlaanderens sind dabei nicht eingeschlossen.
Das in Teilen des US-Bundesstaates New Jersey bis ins frühe 20. Jahrhundert gesprochene Jersey Dutch basierte auf dem Seeländischen.
In Seeland wird seit längerem darauf hingearbeitet, Seeländisch offiziell anerkennen zu lassen. Ein Versuch, gemäß der Europäischen Charta der Regional- oder Minderheitensprachen anerkannt zu werden, scheiterte 2004.